# Pless László
Pless László (Budapest, 1905. szeptember 27. – Budapest, 1974. január 3.) Kossuth-díjas karmester, zenepedagógus.

## Élete, munkássága
Pless Ödön (1877–1957) vasúti hivatalnok és Oblatt Melánia (1879–1934) fia. Zeneszerzést a Liszt Ferenc Zeneakadémián Weiner Leónál, vezénylést a Nemzeti Zenedében Fleischer Antalnál tanult. 1929 és 1931 között a Városi Színház, 1931-től a budapesti Operaház korrepetitora, majd karmestere volt. A zsidótörvények miatt 1939-ben eltávolították az Operaházból, és ezután az OMIKE Művészakció előadásain vezényelt – Komor Vilmos mellett. A háború után, 1945-ben, ismét az Operaház korrepetitora, majd 1947-től az Opera énekkarának igazgatója lett, és karnagyként is szerepelt. A kórust újjászervezte, amely így sikerrel működhetett közre az Operaház előadásain, még önálló kórushangversenyeken is felléptek. Fontos és sikeres operaelőadásokon működött közre – többek között – Mozart, Verdi, Wagner és Borogyin-operákban. Karmesteri működéséről több hanglemezfelvétel is készült (néhányat később CD-n is kiadtak), filmzenéket is vezényelt (Erkel, 1952; Háry János, 1965). Az Operától 1967-ben vonult nyugdíjba.
1947-től bekapcsolódott a zeneoktatásba is: 1949-ig a Nemzeti Zenedében tanított, majd 1953-ig a Liszt Ferenc Zeneművészeti Főiskola operatanszakának a vezetője volt. 1969-ben nyugdíjba vonult, de fiatal operaénekeseket még ezután is tanított.
Emlékére alapítványt hoztak létre (Alapítvány Pless László Emlékére), amely szakmai elismerésben még nem részesült fiatal karmestereket és korrepetitorokat jutalmaz.

## Díjai, elismerései
- Magyar Népköztársasági Érdemrend V. fokozata (1951)[4]
- Kossuth-díj (1952)
- Munka Érdemrend (1955)[5]
- Érdemes művész (1973)